# Иринарх Соловецкий
Игумен Иринарх (? — 17 июля 1628) — игумен соловецкий (1614—1626). Почитается в лике преподобных, память совершается 17 июля (по юлианскому календарю).

## Биография
О ранних годах жизни Иринарха сведения не сохранились. В 1614 году по воле царя Михаила Фёдоровича стал игуменом Соловецкого монастыря. За период игуменства сделал много для улучшения благосостояния не только своего монастыря, но и окрестной области, несмотря на то, что во время войны со шведами был вынужден обновлять монастырские укрепления и содержать более тысячи войска. В период игуменства Иринарха Елеазар Анзерский основал Свято-Троицкий скит на острове Анзер.
Скончался 17 июля 1628 года. Житие Иринарха составлено соловецким монахом, а затем калязинским игуменом Иларионом.

## Изображения

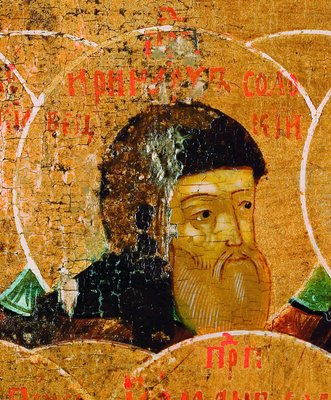
Иринарх Соловецкий. Фрагмент иконы «Собор русских святых». Кон. XVIII — нач. XIX в.
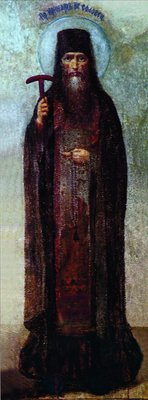
Иринарх Соловецкий. Фрагмент росписи Благовещенской церкви Соловецкого монастыря. 2-я пол. XIX в.
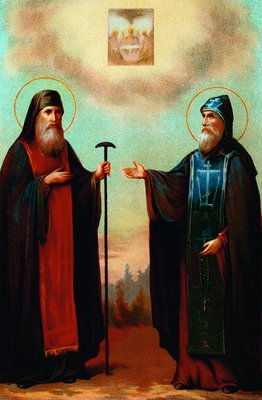
Иринарх Соловецкий и Елеазар Анзерский. Хромолитография. 1897 г.